# THB Champions League
THB Champions League jest najwyższą piłkarską klasą rozgrywkową na Madagaskarze. Liga powstała w 1956 roku.

## Mistrzowie

### Przed uzyskaniem niepodległości
- 1956: Ambatondrazaka Sport
- 1957: nieznany
- 1958: nieznany
- 1959: nieznany

### Mistrzowie niepodległego Madagaskaru
| - 1960: nieznany - 1961: nieznany - 1962: AS Fortior - 1963: AS Fortior - 1964: nieznany - 1965: nieznany - 1966: nieznany - 1967: nieznany - 1968: Fitarikandro - 1969: US Fonctionnaires - 1970: MMM Toamasina - 1971: AS Saint-Michel - 1972: Fortior Mahajanga - 1973: JS Antalaha - 1974: AS Corps Enseignement - 1975: AS Corps Enseignement - 1976: nie rozgrywano - 1977: AS Corps Enseignement |  | - 1978: AS Saint-Michel - 1979: Fortior Mahajanga - 1980: MMM Toamasina - 1981: AS Somasud - 1982: Dinamo Fima - 1983: Dinamo Fima - 1984: nie rozgrywano - 1985: AS Sotema - 1986: BTM Antananarywa - 1987: JOS Nosy-Bé - 1988: COSFAP Antananarywa - 1989: AS Sotema - 1990: ASF Fianarantsoa - 1991: AS Sotema - 1992: AS Sotema - 1993: BTM Antananarywa - 1994: nieznany - 1995: FC Fobar |  | - 1996: BVF Antananarywa - 1997: DSA Antananarywa - 1998: DSA Antananarywa - 1999: AS Fortior - 2000: AS Fortior - 2001: SOE Antananarivo - 2002: AS Adema Antananarywa - 2003: Ecoredipharm Tamatave - 2004: USJF Ravinala Antananarywa - 2005: USCA Foot Antananarywa - 2006: AS Adema Antananarywa - 2007: Ajesaia Antananarywa - 2008: Académie Ny Antsika - 2009: Ajesaia Antananarywa - 2010: CNaPS Sport Miarinarivo - 2011: Japan Actuel's FC - 2012: AS Adema Antananarywa - 2013: CNaPS Sport Miarinarivo |